# دسترسی چندگانه تقسیم کدی
دسترسی چندگانه تقسیم کدی (به انگلیسی: Code division multiple access (CDMA)) روش دسترسی کانال استفاده شده توسط فناوری‌های مختلف ارتباطات رادیویی و تلویزیونی است که نباید با استانداردهای تلفن همراه به نام cdmaOne و CDMA۲۰۰۰ (که حقیقتا اغلب اوقات به عنوان CDMA اشاره می‌گردد) اشتباه گرفته شود. استفاده از CDMA به عنوان یک روش دسترسی به کانال زمینه‌ای در زیر آمده‌است. یکی از مفاهیم اساسی در ارتباطات داده‌ها این ایدهٔ اجازه دادن به فرستنده‌های مختلف برای ارسال اطلاعات به‌طور هم‌زمان به بیش از یک کانال ارتباطی واحد است. این اجازه می‌دهد تا چندین کاربر یک باند فرکانسی را تقسیم کنند. این مفهوم دسترسی چندگانه نامیده می‌شود. CDMA تکنولوژی گسترش طیف و طرح ویژه برنامه‌نویسی (که در آن برای هر فرستنده یک کد اختصاص داده شده‌است که با آن میتواند کار های خود را انجام دهد) را برای اجازه دادن به کاربران متعدد که تسهیمی بیش از همان کانال فیزیکی داشته باشند را بکار گرفته‌است. در مقایسه، دسترسی چندگانه تقسیم زمانی (TDMA)است که دسترسی توسط زمان تقسیم شده‌است، در حالی که دسترسی چندگانه تقسیم فرکانس (FDMA) توسط فرکانس تقسیم می‌شود. CDMA شکلی از طیف علامت دهی گسترده است، در حالیکه سیگنال مدوله شده کدگذاری دارای پهنای باند بسیار بالایی از داده‌ها نسبت به داده‌هایی است که ارتباط برقرار کرده‌اند. در مقایسه با مشکل دسترسی چندگانه اتاق (کانالی) است که در آن مردم مایل به صحبت با یکدیگر به‌طور هم‌زمان هستند. برای جلوگیری از سردرگمی، مردم می‌توانند تغییرات صحبت (تقسیم زمان) را بکار گیرند، با زیر و بمی مختلف صدا صحبت کنند (تقسیم فرکانس)، یا به زبان‌های مختلف صحبت کنند (تقسیم کد). CDMA مشابه به آخرین مثال که در آن افراد به همان زبانی صحبت می‌کنند که می‌توانند یکدیگر را درک کنند، اما زبان‌های دیگر به پر سر و صدا شناخته شده و رد شده‌است. به‌طور مشابه، در رادیو CDMA به هر گروه از کاربران یک کد اشتراک داده شده‌است. بسیاری از کدها اشغال همان کانال است، اما تنها کاربران در ارتباط با یک کد خاص می‌توانند ارتباط برقرار کنند.

## تلفن همراه CDMA2000
- یکی از برنامه‌های کاربردی اولیه برای چندگانه تقسیم کدی در GPS می‌باشد. این قدیمی است و مجزا از cdmaOne.
- استاندارد QUALCOMM IS - ۹۵، به عنوان cdmaOne به بازار عرضه شده.
- استاندارد QUALCOMM IS - ۲۰۰۰، به عنوان CDMA۲۰۰۰ شناخته شده این استاندارد به بازار عرضه شده توسط چندین شرکت تلفن همراه، از جمله شبکه‌های ماهواره‌ای تلفن Globalstar مورد استفاده قرار می‌گیرد. • CDMA در سیستم‌های ماهواره‌ای OmniTRACS برای تدارکات حمل و نقل استفاده می‌شود.

## مراحل سی‌دی‌ام‌ای مدل بندی شده
CDMA گسترش طیف روش دسترسی چندگانه طیف [۱] است. گسترش روش طیف پهنای باند داده‌ها یکنواخت برای قدرت انتقال یکسان گسترده می‌شود. گسترش کد یک کد شبه تصادفی است که یک تابع ابهام باریک، علی‌رغم دیگر کدهای پالس باریک است. در CDMA کد ایجاد شده محلی در میزان بالاتر نسبت به داده‌ها منتقل می‌شود. داده‌ها برای انتقال از طریق بیتی XOR (منحصربه‌فرد OR) با کد سریع تر ترکیب شده‌است. شکل نشان می‌دهد که چگونه گسترش طیف سیگنال تولید شده‌است. سیگنال داده‌ها با طول پالسTb برابر XOR'ed با سیگنال کد با طول پالس از Tb است (توجه داشته باشید: پهنای باند متناسب با ۱ / T است در حالی که T = زمان کمی) بنابراین، پهنای باند سیگنال داده‌ها ۱ / Tb و پهنای باند گسترش طیف سیگنال ۱ / TC است. از آنجا که TC بسیار کوچکتر از تربیم، پهنای باند گسترش طیف سیگنال بسیار بزرگتر از پهنای باند سیگنال اصلی است. نسبت TC / Tb، عامل گسترش یا دستیابی پردازش و یا ارزیابی زمینهٔ خاصی از محدودهٔ کامل تعداد کاربران نامیده می‌شود که به‌طور هم‌زمان توسط یک ایستگاه پایه پشتیبانی می‌شوند.
هر کاربر در یک سیستم CDMA از یک کد مختلف در مدل سازی سیگنال‌های خود استفاده می‌کند. انتخاب کدهای مورد استفاده برای مدل‌سازی سیگنال در عملکرد سیستم‌های CDMA بسیار مهم است. بهترین کارایی زمانی که جدایی بین سیگنال از یک کاربر مورد نظر و سیگنال از کاربران دیگر موجود است روی خواهد داد. تفکیک سیگنال‌های فوق از طریق مرتبط کردن سیگنال دریافت شده با کد محلی تولید شده از کاربر مورد نظر ساخته شده‌است. اگر سیگنال مطابق کد کاربر مورد نظر و سپس از عملکرد همبستگی بالا باشد سیستم می‌تواند این سیگنال را استخراج کند. اگر کد کاربر مورد نظر وجه مشترکی با سیگنال مرتبط نداشته باشد وتا حد امکان نزدیک صفر باشد (از اینرو سیگنال را از بین می‌برد)؛ این به عبور از ارتباط بر می‌گردد. اگر کد با سیگنال در هر زمان غیر از صفر در تعادل باشد، ارتباط باید تا حد امکان نزدیک به صفر باشد. این به ارتباط خودکار بر می‌گردد و برای رفع تداخل چند مسیر استفاده می‌شود. به‌طور کلی، CDMA متعلق به دو طبقه‌بندی اساسی است: هم‌زمان (کدهای متعامد) و غیرهمزمان (کدهای شبه تصادفی).
تقسیم کدی چندگانه هم‌زمان cdma
CDMA هم‌زمان از مشخصه‌های ریاضی متعامد بین بردارها برای ارائهٔ رشته‌های داده بهره‌برداری می‌کند. به عنوان مثال، رشته دودویی ۱۰۱۱ توسط بردار (۱، ۰، ۱، ۱) نشان داده شده‌است. بردارها می‌توانند از طریق نقطه حاصلشان. از طریق مجموع اجزا، مربوطه چند برابر شوند. اگر نتیجه، نقطه صفر است، بیان می‌گردد که دو بردار نسبت به یکدیگر متعامد هستند (توجه داشته باشید: اگر U = (A, B) و V = (C, D)، نقطه محصول برابر U • V = AC + BD است). برخی از مشخصه‌های نقطه حاصل به دریافت چگونگی عملکرد W – CDMA کمک می‌کند. اگر بردارهای a و b متعامد هستند پس a=b=۰ و
هر کاربر در CDMA نا هم‌زمان از کدهای متعامد برای مدل‌سازی سیگنال دیگر کدهایش استفاده می‌کند. نمونه‌ای از چهار سیگنال‌های متقابل متعامدهای دیجیتال در شکل نشان داده شده‌است. کدهای متعامد متقابل رابطه برابر با صفر است، به عبارت دیگر، آن‌ها با یکدیگر تداخل ندارد. در مورد IS - ۹۵ ۶۴ کدهای والش بیتی مورد استفاده برای رمزگذاری سیگنال برای جدا کردن کاربران مختلف است. از آنجا که هر یک از کدهای از ۶۴ والش متعامد به یک دیگر است، سیگنال‌ها به ۶۴ سیگنال‌های متعامد مجزا شده‌است. مثال زیر نشان می‌دهد که چگونه سیگنال هر کاربر می‌تواند کدگذاری و رمزگشایی می‌شود.
مثال
مثال چهار سیگنال‌های متقابل متعامد دیجیتال.
آغاز با یک مجموعه از بردارها است که متقابلاً متعامد هستند. (اگر چه متعامد متقابل تنها موقعیت است، این بردارها معمولاً برای سهولت از رمز گشایی ساخته شده‌اند -برای مثال ستون یا سطر از ماتریس والش) مثال توابع متعامد در تصویر در سمت چپ نشان داده شده‌است. این بردار به کاربران فردی اختصاص خواهد داشت و کد، کد تراشه، یا کد تراشیده نامیده می‌شوند. توجه داشته باشید، بقیه این مثال از کدهای، V، فقط با ۲ بایت استفاده کرده‌است. هر کاربر با کدهای مختلف همراه است، گفته می‌شود V.A از طریق انتقال یک کد مثبت نشان داده شده‌است، و بیت ۰
توسط یک کد منفی -Vارائه شده‌است. به عنوان مثال، اگر V = (۱٬۱) و داده‌هایی که کاربر می‌خواهد انتقال دهد برابر (۱، ۰، ۱، ۱)باشد سپس نشانه‌های انتقال یافته عبارتند از (۱٬۱، ۱، ۱) ⊗ V = (V0, V1, V0, V1, V0, V1, V0, V۱) = (۱٬۱٬۱، ۱، ۱٬۱، ۱٬۱)، که در آن ⊗ محصول کرونکر است. برای اهداف این مقاله، ما این بردار ایجاد شده را بردار انتقال نامیده‌ایم.
هر فرستنده دارای بردار متفاوت – منحصربه‌فرد V است که از این مجموعه انتخاب شده‌است. اما روش ساخت بردار انتقال یکسان است. در حال حاضر، به سبب خواص فیزیکی تداخل، اگر دو سیگنال در یک نقطه در فاز هستند، آن‌ها دو برابر دامنه هر یک از سیگنال اضافه می‌شود، اما اگر آنها خارج از فاز باشند، آن‌ها تفریق شده و سیگنالی را معلوم می‌کنند که تفاوت این دامنه‌ها است. به صورت رقمی حالت‌ها می‌تواند از طریق افزایش بردارهای انتقال جز به جز مدل‌سازی شوند. اگر sender۰ دارای کد (۱٬۱) و داده‌های (۱، ۰، ۱، ۱)باشد و sender۱ دارای کد (۱، ۱) و داده‌های (۰، ۰، ۱، ۱) باشد، و هر دو فرستنده به‌طور هم‌زمان انتقال یابند، از اینرو این جدول مراحل برنامه‌نویسی را توصیف می‌کند:
| Step | Encode sender0                                                                     | Encode sender1                                                                   |
| 0    | code0 = (۱، –۱)، data0 = (۱، ۰، ۱، ۱)                                              | code1 = (۱، ۱)، data1 = (۰، ۰، ۱، ۱)                                             |
| 1    | encode0 = ۲(۱، ۰، ۱، ۱) – (۱، ۱، ۱، ۱) = (۱، –۱، ۱، ۱)                             | encode1 = ۲(۰، ۰، ۱، ۱) – (۱، ۱، ۱، ۱) = (–۱، –۱، ۱، ۱)                          |
| 2    | signal0 = encode0 ⊗ code0 = (۱، –۱، ۱، ۱) ⊗ (۱، –۱) = (۱، –۱، –۱، ۱، ۱، –۱، ۱، –۱) | signal1 = encode1 ⊗ code1= (–۱، –۱، ۱، ۱) ⊗ (۱، ۱)= (–۱، –۱، –۱، –۱، ۱، ۱، ۱، ۱) |

از آنجا که signal۰ و signal۱ در همان زمان به هوا منتقل می‌شود، به آن‌ها سیگنال خام برای تولید اضافه می‌شود: (۱٬۱٬۱، ۱، ۱٬۱، ۱٬۱) + (-۱٬۱٬۱٬۱، ۱، ۱، ۱، ۱) = (۰٬۲٬۲، ۰، ۲، ۰، ۲، ۰) این سیگنال خام یک الگوی تداخل نامیده می‌شود. سپس گیرنده سیگنال‌های قابل فهم برای هر فرستنده شناخته شده از طریق ترکیب کد با الگوی تداخل فرستنده را استخراج می‌کند، گیرندهان را با کدهای فرستنده ترکیب می‌کند. جدول زیر چگونگی عملکرد را توضیح می‌دهد و نشان می‌دهد که سیگنال‌ها با یکدیگر مداخله ندارند.
| Step | Decode sender0                                        | Decode sender1                                       |
| ۰    | code0 = (۱، –۱)، signal = (۰، –۲، –۲، ۰، ۲، ۰، ۲، ۰)  | code1 = (۱، ۱)، signal = (۰، –۲، –۲، ۰، ۲، ۰، ۲، ۰)  |
| ۱    | decode0 = pattern.vector0                             | decode1 = pattern.vector1                            |
| ۲    | decode0 = ((۰، –۲)، (–۲، ۰)، (۲، ۰)، (۲، ۰)). (۱، –۱) | decode1 = ((۰، –۲)، (–۲، ۰)، (۲، ۰)، (۲، ۰)). (۱، ۱) |
| ۳    | decode0 = ((۰ + ۲)، (–۲ + ۰)، (۲ + ۰)، (۲ + ۰))       | decode1 = ((۰ – ۲)، (–۲ + ۰)، (۲ + ۰)، (۲ + ۰))      |
| ۴    | data0=(۲، –۲، ۲، ۲)، meaning (1، ۰، ۱، ۱)             | data1=(–۲، –۲، ۲، ۲)، meaning (0، ۰، ۱، ۱)           |

علاوه بر این، پس از رمزگشایی، تمامی مقادیر بزرگتر از ۰ به عنوان ۱ تفسیر می‌شوند در حالی که تمامی مقادیر کمتر از صفر با ۰ تفسیر می‌شوند. به عنوان مثال، پس از از رمزگشایی داده‌های صفر برابر(۲٬۲، ۲، ۲)، اما گیرنده ان را به عنوان (۱، ۰، ۱، ۱)تفسیر می‌کند. ارزش دقیق ۰ به این معناست که فرستنده هر داده‌ای را همان‌طور که در مثال ذیل امده‌است انتقال نمی‌دهد. با فرض اینکه سیگنال ۰ که برابر است با(۱-.۱٫۱-.۱٫۱٫۱-.۱-.۱)به تنهایی انتقال یافته‌است. جدول ذیل رمز گشایی گیرنده را نشان می‌دهد.
| Step | Decode sender0                                          | Decode sender1                                         |
| ۰    | code0 = (۱، –۱)، signal = (۱، –۱، –۱، ۱، ۱، –۱، ۱، –۱)  | code1 = (۱، ۱)، signal = (۱، –۱، –۱، ۱، ۱، –۱، ۱، –۱)  |
| ۱    | decode0 = pattern.vector0                               | decode1 = pattern.vector1                              |
| ۲    | decode0 = ((۱، –۱)، (–۱، ۱)، (۱، –۱)، (۱، –۱)). (۱، –۱) | decode1 = ((۱، –۱)، (–۱، ۱)، (۱، –۱)، (۱، –۱)). (۱، ۱) |
| ۳    | decode0 = ((۱ + ۱)، (–۱ – ۱)، (۱ + ۱)، (۱ + ۱))         | decode1 = ((۱ – ۱)، (–۱ + ۱)، (۱ – ۱)، (۱ – ۱))        |
| ۴    | data0 = (۲، –۲، ۲، ۲)، meaning (1، ۰، ۱، ۱)             | data1 = (۰، ۰، ۰، ۰)، meaning no data                  |

هنگامی که گیرنده برای رمزگشایی سیگنال با استفاده از کد sender۱ تلاش می‌کند، تمام داده‌ها صفر است، در نتیجه ارتباط متقابل برابر با صفر است و واضح است که sender۱ هیچ داده‌ای را انتقال نمی‌دهد.
CDMA ناهمزمان:
مثال قبلی توالی‌های متعامد والش را توضیح می‌دهد چگونه ۲ کاربر می‌توانند با هم در یک سیستم، هم‌زمان با یک تکنیک که معمولاً به عنوان کد تقسیم چندگانه (CDM) است کار کنند. مجموعه‌ای از ۴ توالی والش نشان داده شده که بیش از ۴ کاربر می‌تواند استفاده کندو در کل، NxN والش ماتریس را کاربران بی‌نهایت می‌توانند استفاده کنند. نیازهای چندگانه همه کاربران هماهنگ شده به‌طوری‌که هر یک از انتقال‌ها به توالی اختصاص داده شده (و یا مکمل، V) بنابراین آن‌ها به گیرنده دقیقاً در همان زمان می‌رسند؛ بنابراین، این تکنیک استفاده در لینک‌های پایه به تلفن همراه را پیدا می‌کند، که در همهٔ انتقال‌ها از همان فرستنده منشأ و می‌تواند کاملاً هماهنگ باشد. به عبارت دیگری، لینک‌های تلفن همراه نمی‌تواند دقیقاً هماهنگ باشد، به خصوص با توجه به تلفن دستی‌ها، و نیاز به چیزی تا حدودی متفاوت از آنجا که ریاضی امکان ایجاد توالی امضا را ندارد هر دو متعامد برای نقطه شروع به صورت تصادفی و باعث استفاده کامل از فضای کد منحصربه‌فرد «شبه تصادفی» یا «شبه نویز» (PN) توالی در سیستم CDMA ناهمزمان استفاده می‌شود. کد PN دنباله باینری تصادفی به نظر می‌رسد اما می‌تواند به شیوه‌ای قطعی توسط گیرنده در نظر گرفته شده تکثیر شود. از این کد PN برای رمزگذاری و رمزگشایی سیگنال کاربر در CDMA هم‌زمان در روشی مشابه به عنوان کدهای متعامد در CDMA ناهمزمان استفاده می‌شود (در مثال بالا نشان داده شده). این توالی PN از نظر آماری غیر مرتبط و جمع تعداد زیادی از نتایج توالی PN در تداخل دسترسی چندگانه (mai) است که توسط روش نویز گاوسی به صورت تقریبی حاصل شده‌است (فرضیهٔ حد مرکز را در امار دنبال کنید) کدهای طلا، یک مثال مناسب PN برای این منظور همان‌طور که همبستگی پایین میان کدهای موجود می‌باشد است. اگر همه کاربران با همان سطح قدرت، واریانس (به عنوان مثال، قدرت سر و صدا) را افزایش می‌دهد MAI در نسبت مستقیم به تعدادی از کاربران ارسال شده‌است. به عبارت دیگر، بر خلاف CDMA هم‌زمان سیگنال از کاربران دیگر به عنوان سر و صدا به سیگنال‌هایی که مورد علاقه به نظر می‌رسد و کمی تداخل با سیگنال مورد نظر را در نسبت به تعداد کاربران دارد منتقل می‌شود. همه اشکال از CDMA از طیف گسترده بهرهٔ پردازش به گیرنده اجازه می‌دهد تا حدی که در برابر سیگنال‌های ناخواسته تبعیض قائل است استفاده شود. سیگنال‌های کدگذاری شده با توالی مشخص شده PN را دریافت کرده‌اید، در حالی که سیگنال‌های با کدهای مختلف (یا همان کد اما با زمان‌بندی‌های مختلف متوازن) با سر و صدا به عنوان پهنای باند توسط بهرهٔ پردازش کاهش داده شده ظاهر شوند. از آنجا که هر یک از کاربر MAIرا تضمین می‌کند، کنترل قدرت سیگنال موضوع مهمی در رابطه با انتقال دهنده‌های CDMA است. CDM (CDMA ناهمزمان) گیرنده TDMA یا FDMA گیرنده می‌تواند در تئوری به‌طور کامل سیگنال‌های قوی مداری را با استفاده از کدهای مختلف – شکاف‌های زمانی یا کانال‌های فرکانسی به سبب تعامد این سیستم‌ها رد کند. این برای CDMA ناهمزمان درست نیست؛ رد سیگنال‌های ناخواسته جزئی است اگر هر یا همه سیگنال‌های ناخواسته بسیار قوی تر از سیگنال مورد نظر باشد، آن‌ها آن را در هم می‌شکند. این منجر به یک نیاز عمومی در هر سیستم CDMA ناهمزمان با مطابقت با سطوح مختلف قدرت سیگنال همان‌طور که در گیرنده دیده می‌شود شده‌است. در CDMA سلولی، ایستگاه پایه طرح‌های کنترل سریع حلقه بسته را برای کنترل هر انتقال نیروی تلفن همراه استفاده می‌کنند.
مزایای استفاده از CDMA ناهمزمان با روش‌های دیگر:
استفادهٔ مؤثر از عملکرد طیف فرکانسی ثابت
در تئوری، CDMA, TDMA و FDMA دقیقا دارای کارایی طیفی مشابه هستند، اما به صورت عملکردی هر کدام دارای چالش‌های خاص خود هستند قدرت کنترل در مورد CDMA، زمان‌بندی در مورد TDMA، و تولید فرکانس / فیلترینگ در مورد FDMA است.
سیستم‌های TDMA باید به صورت دقیق هماهنگ با زمان‌های انتقال همهٔ کاربران برای متقاعد ساختن اینکه در نقاط زمانی درست دریافت می‌گردند و سبب میانجی‌ها نمی‌گردد گردند. از آنجایی که این نمی‌تواند کاملاً در یک محیط تلفن همراه کنترل شود هر شکاف زمانی باید یک نگهبان زمان داشته باشد؛ که امکاناتی که کاربران با ان مواجه می‌شوند را کاهش می‌دهد؛ که موجب کاهش احتمال دخالت کاربران است باشد، اما باعث کاهش کارایی طیفی می‌شود به همین ترتیب از سیستم‌های FDMA باید به عنوان یک نگهبان باند بین کانال‌های مجاور، به دلیل تغییر غیرقابل پیش‌بینی داپلر از طیف سیگنال به دلیل تحرک کاربر استفاده کنید. احتمال است که باند نگهبان تداخل کانال‌های مجاور را افزایش دهد، اما بهره‌برداری از طیف را کاهش می‌دهد.

## ویژگی‌های طیف گسترده از سی‌دی‌ام‌ای
اکثر روش‌های مدل بندی سعی می‌کنند پهنای باند را از این سیگنال به حداقل برسانند از پهنای باند یک منبع محدود با این حال تکنیک طیف انتقال گسترش استفاده از پهنای باند است که سفارش‌های متعدد از قدر بزرگتر از حداقل پهنای باند سیگنال مورد نیاز است. یکی از دلایل اولیه برای انجام این کار، کاربردهای نظامی، از جمله هدایت و سیستم‌های ارتباطی بود. این سیستم با استفاده از طیف گسترده به دلیل امنیت و مقاومت در برابر آن به صورت متراکم طراحی شده بود. ناهمزمان CDMA دارای میزانی از حریم خصوصی ساخته شده در سال به دلیل گسترش سیگنال با استفاده از یک کد شبه تصادفی است. این کد با گسترش طیف سیگنال تصادفی به نظر می‌رسد یا دارای خواص شبه سر و صدا است، یک گیرنده نمی‌تواند این انتقال را بدون آگاهی از دنباله شبه تصادفی که برای رمزگذاری داده‌ها استفاده می‌شود مدل‌سازی کند. CDMA نیز مقاوم در برابر پارازیت است. سیگنال پارازیت تنها دارای مقدار معینی از قدرت در دسترس پارازیت سیگنال است. پارازیت می‌تواند انرژی خود را بیش از پهنای باند کل پارازیت سیگنال یا تنها بخشی از کل سیگنال را منتقل کند. CDMA نیز می‌تواند تأثیر تداخل بی باند را رد کند. از آنجا که تداخل باند باریک تنها بر یک بخش کوچک از گسترش طیف سیگنال تأثیر می‌گذارد، می‌توانید ان را به راحتی از طریق فیلتر کردن حذف کنید بریدگی بدون از دست دادن بسیاری از اطلاعات است؛ که پیچیدگی را پشتیبانی می‌کند و لایه‌گذاری می‌تواند برای کمک در دوره نقاهت بعد این اطلاعات از دست رفته مورد استفاده قرار گیرد. سیگنال‌های CDMA نیز در برابر محو شدن چند مسیری مقاوم است. از آنجا که گسترش طیف سیگنال یک پهنای باند بزرگ را اشغال می‌کند فقط یک بخش کوچک از این محو شدن به علت چند مسیری در هر زمان داده شده. مانند تداخل باند باریک است این تنها در از دست دادن کمی از داده‌ها می‌تواند بر طرف شود.
یکی دیگر از دلایل CDMA مقاوم بودن در برابر دخالت چند مسیری است، چرا که نسخه‌های با تأخیر انتقال کد شبه تصادفی همبستگی با کد شبه تصادفی، و در نتیجه به عنوان کاربر دیگری است که در گیرنده نادیده گرفته ظاهر می‌شود. به عبارت دیگر، تا زمانی به عنوان کانال چند مسیری موجب تأخیر حداقل یک تراشه از، سیگنال چند مسیری در گیرنده چنین است که آن‌ها در زمان حداقل یک تراشه از سیگنال در نظر گرفته شده منتقل می‌شود. خواص ارتباط کد شبه تصادفی است به‌طوری‌که این تأخیر اندک باعث می‌شود که چند مسیری با سیگنال مجزا در نظر گرفته شده و بنابراین نادیده گرفته شده‌است.
برخی از دستگاه‌های CDMA استفاده از یک گیرنده، که سوء استفاده از اجزاء تأخیر چند مسیری به منظور بهبود عملکرد سیستم بود جمع کرد. گیرنده با جمع کردن ترکیبی از اطلاعات مرتبط، هر یک با تأخیر مسیر متفاوت، تولید یک نسخه قوی تر از سیگنال از یک گیرنده ساده با یک همبستگی تک کوک را مسیر قوی‌ترین سیگنال تأخیر افتاده.
توانایی استفاده مجدد از همان فرکانس کانال‌های رادیویی در سایت‌های دیگر سلول درون یک سیستم سلولی است. در FDMA و TDMAدر نظرگرفتن برنامه‌ریزی فرکانس سیستم مهم است. فرکانس‌های مورد استفاده در سلول‌های مختلف باید برنامه‌ریزی شده به دقت برای اطمینان از سیگنال سلول‌های مختلف با یکدیگر تداخل یابند. در یک سیستم CDMA، همان فرکانس را می‌توان در هر سلول استفاده کرد، زیرا کانال کشی انجام شده با استفاده از کد شبه تصادفی است. استفاده مجدد از فرکانس مشابه در هر سلول نیاز به برنامه‌ریزی فرکانس در یک سیستم CDMA را حذف می‌کند، با این حال، برنامه‌ریزی‌های مختلف دنباله شبه تصادفی باید انجام شود تا اطمینان حاصل شود که سیگنال‌های دریافت شده از یک سلول با سیگنال از یک سلول مجاور بستگی ندارد.
زمانیکه سلول‌های مجاور را با استفاده از فرکانس‌های مشابه، سیستم‌های CDMA کرده‌اند توانایی انجام خارج از دسترسی آسان نرم‌افزار اجازه می‌دهد تلفن همراه برای برقراری ارتباط به‌طور هم‌زمان با دو یا چند سلول است. بهترین کیفیت سیگنال تا زمانی است که خارج از دسترس انتخاب شده‌است. خارج از دسترس بودن مورد استفاده در سیستم‌های دیگر تلفن همراه در سخت کردن وضعیت متفاوت است. به عنوان مثال تلفن همراه سیستم خارج از دسترس آسان تقریباً یک دست کردن قدرت سیگنال ناگهان ممکن است متفاوت باشد. در مقابل، سیستم‌های CDMA که استفاده از آن غیرقابل کشف است و کیفیت سیگنال قابل اطمینان تر و بالاتر را فراهم می‌کند.

## اشتراک سی‌دی‌ام‌ای
در مطالعه اخیر، یک مقاله مشترک چند کاربر انتقال و تشخیص طرح به نام همکاری CDMA [۷] برای اتصال بالا است که تفاوت بین کاربران امضای کانال داده را برای افزایش ظرفیت‌های کاربر و فراتر از طول انتشار در دسترسی چندگانه را مورد سوء استفاده قرار داده و تداخل (MAI) محیط زیست محدود بررسی شده‌است. نویسندگان نشان می‌دهند که ممکن است برای رسیدن به این افزایش کم در پیچیدگی و نرخ بیت بالا خطا (BER) عملکرد در کانال‌های صاف محو شده، که چالش تحقیقات عمده‌ای برای سیستم‌های CDMA غیرمنتظره باشد. در این رویکرد، به جای استفاده از یک دنباله برای هر کاربر و همان‌طور که در CDMA متعارف است، گروه نویسندگان، تعداد کمی از کاربران ترتیب گسترش مشابهی را تسهیم کرده و عملکردهایش را گسترش داده‌اند. مشترک چند کاربر گیرنده جدید شامل دو مرحله‌است: گروه چند کاربر تشخیص (MUD) مرحلهٔ سرکوب((MAIبین گروه‌ها و حداکثر احتمال پیچیدگی مرحله تشخیص برای بازیابی داده‌ها با استفاده از حداقل ارزیابی فاصله وابسته به هندسهٔ اقلیدس و ضرایب دستیابی کانال کاربر است.